# Upplands runinskrifter 858
Upplands runinskrifter 858 är ett vikingatida runstensfragment av röd sandsten som påträffades i Kumla, Balingsta socken och Uppsala kommun. Endast ornamentik finns kvar på fragmentet. Fragmentet är av röd sandsten. Dess bredd är 33 centimeter brett och 18 centimeter högt.
Runstensfragmentet hittas runt 1940 och kan möjligen komma från Balingsta kyrka eller kyrkogården. Det förvaras på Upplandsmuseet.